# إليانور صوفيا سميث
إليانور صوفيا سميث (بالإنجليزية: Eleanor Sophia Smith) هي معلمة موسيقى وملحنة أمريكية، ولدت في 15 يونيو 1858 في أتلانتا في الولايات المتحدة، وتوفيت في 30 يونيو 1942 في ميدلاند في الولايات المتحدة.